# Parafia św. Maksymiliana Marii Kolbego w Starym Skarżynie
Parafia pw. Świętego Maksymiliana Marii Kolbego w Starym Skarżynie – parafia rzymskokatolicka należąca do dekanatu Zambrów, diecezji łomżyńskiej, metropolii białostockiej. Erygowana została w 1995 roku. Jest prowadzona przez księży diecezjalnych.

## Kościół parafialny
Kościół murowany pw. św. Maksymiliana Marii Kolbego z lat 1984-1988.

## Obszar parafii
W granicach parafii znajdują się miejscowości:

- Boruty Goski (3 km),
- Brajczewo-Sierzputy (1 km),
- Goski-Pełki (3 km),
- Nowy Skarżyn (1 km),
- Stary Skarżyn,
- Tarnowo-Goski (4,5 km),
- Zaręby-Kromki (2 km),
- Zaręby-Świeżki (2 km).